# Список заслуженных мастеров спорта России по сноуборду
Звание «заслуженный мастер спорта России» учреждено в 1992 году; первым заслуженным мастером спорта России по сноуборду стала в 2007 году Екатерина Тудегешева.
Положение о звании (и ныне действующее, и прежние) автоматически гарантирует присвоение звания за призовое место на зимних Олимпийских играх или победу на чемпионате мира в олимпийской дисциплине; в остальных случаях звание может быть присвоено по сумме достижений.

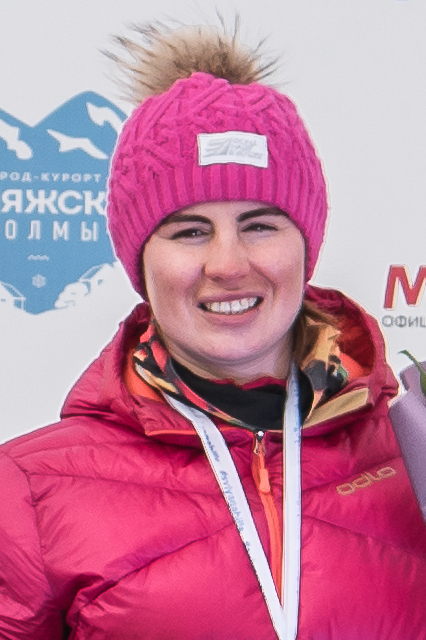
Екатерина Тудегешева
(фото 2018 года)

## Список
В списке у каждого ЗМС указываются:

 год рождения (или годы жизни);

 место жительства (субъект федерации) на момент присвоения звания;

 основные достижения на международной арене на момент присвоения звания. 

### 2007
- Тудегешева, Екатерина Николаевна (1987; Кемеровская обл.)[1] — чемпионка мира 2007 в параллельном слаломе-гиганте.

### 2010
12 апреля
За успехи на зимних Олимпийских играх 2010 года звание присвоено:
- Илюхина, Екатерина Сергеевна (1987; Ханты-Мансийский АО — Югра) — серебряный призёр ЗОИ 2010 в параллельном слаломе-гиганте.

### 2011
5 сентября
- Заварзина, Алёна Игоревна (1989; Красноярский край) — чемпионка мира 2011 в параллельном слаломе-гиганте.

### 2014
За успехи на зимних Олимпийских играх 2014 года звание присвоено:
19 февраля
- Олюнин, Николай Игоревич (1991; Красноярский край) — серебряный призёр ЗОИ 2014 в сноуборд-кроссе.

20 февраля
- Вайлд, Виктор Айван (1986; Московская обл.) — олимпийский чемпион 2014 в параллельном слаломе-гиганте; 
 также: бронзовый призёр ЧМ 2013 в параллельном слаломе-гиганте[прим 1].

### 2015
20 июля
- Соболев, Андрей Андреевич (1989; Алтайский край) — чемпион мира 2015 в параллельном слаломе-гиганте, серебряный призёр в параллельном слаломе.

### 2019
15 января
- Фёдорова, Софья Вячеславна[прим 2] (1998; Краснодарский край) — обладательница КМ 2018 в слоупстайле — первая россиянка, добившейся успеха в «мягких» дисциплинах сноуборда.

20 ноября
- Логинов, Дмитрий Алексеевич (2000; Красноярский край) — чемпион мира 2019 в параллельном слаломе и параллельном слаломе-гиганте.

### 2021
17 декабря
- Надыршина, София Валерьевна (2003; Сахалинская обл.) — чемпионка мира 2021 в параллельном слаломе, серебряный призёр ЧМ в параллельном гигантском слаломе, КМ в общем зачёте PAR и обеих слаломных дисциплинах.